# 三重義天宮
25°04′34″N 121°29′01″E / 25.076151°N 121.483630°E
三重義天宮位於臺灣北部新北市三重區永安里，是一座道教的媽祖廟，主奉天上聖母媽祖，為三重區、蘆洲區一帶居民的信仰中心之一。近年來因收養流浪貓且讓貓於廟宇中自由活動而聞名，遂有「貓廟」之稱。

## 環境背景
臺灣戰後時期開始，鄉村人口大量外移到台北都會區，移民群在移居地建立祭祀圈。像是東石鄉黃姓移民從笨港口港口宮迎來香火後，在三重區龍濱里龍濱路219巷建了嘉天宮，再分靈而出的宮廟擴及三重區、汐止區、三峽區、八里區、大溪區等地。而位於三重國際星鑽大樓上的三重宏聖宮也是笨港口港口宮的分靈。

## 歷史沿革
1958年信眾自嘉義縣東石鄉東石港口宮分靈媽祖神像到三重供奉，三重義天宮廟方就以該年為創立年。1980年12月14日現址動工建廟，1985年初步完工，至2000年全廟工程告峻。

## 祀神
- 大殿：天上聖母、中壇元帥、觀音佛祖、關聖帝君、註生娘娘、福德正神、田都元帥、西秦王爺
- 玉皇殿：玉皇大帝、三官大帝、北斗星君、南斗星君
- 太歲星君
- 虎爺公

## 節目活動
- 元宵節時，廟方會舉行燈會，吸引各地民眾前往賞燈。廟方也會舉辦燈謎晚會，多年來由公務員李嘉錫擔任主持。近年來則以表演以及摸彩活動取代[9]。
- 農曆三月廿三日，媽祖聖誕，三重各界信徒會組成至港口宮進香團的[10]。

## 收容野貓
1990年代末，一隻叫「妞妞」的車禍傷貓被廟方義工帶回治療，脖子還被掛上平安符。該貓痊癒後就住在此廟，由信徒定時供應貓食，不久引來更多的同伴到廟裡聚集，義天宮遂被愛貓人士稱做「貓廟」。
該廟誦經團人員王秀英餵食這些流浪貓，使其溫飽，於是貓咪習慣以此廟為家。牠們平時亦會在廟內的供桌、拜墊上休息，廟方人員給每隻貓脖子都系上香火袋，以保其平安。一些愛貓人士會來此祭拜並對這些貓攝影，還有愛狗人士賈鴻秋也曾來此廟參拜過。後來「元老級」貓「妞妞」在2010年失蹤，不久被發現在距離寺廟不遠處去世，廟方人員認為該貓頗具靈性，趁終老前默默離開。義天宮管委會主委趙慶福在2011年新聞時表示，宮內最多時有十五隻貓。
2011年4月28日，常來此廟的愛貓人士簡佩玲發表以貓為主題的《台灣這裡有貓》攝影誌，並推出給貓專用的御守。她說與廟方討論製作御守時，有應宮方要求擲筊，一次就得聖筊，還抽到上上籤。

## 周邊商圈
- 三重幸福影城
- 新北市立三和國民中學
- 新北市私立格致高級中學
- 新北市公共自行車租賃系統 捷運三和國中站(1號出口)
- 三重區布街商圈
- 三和國中站

## 外部連結
- 三重義天宮的Facebook專頁
- 官方网站